# Distrito Las Colonias
El distrito las Colonias es una subdivisión del departamento San Salvador de la provincia de Entre Ríos, Argentina. Está conformado según el decreto provincial N° 4337/96 por las áreas jurisdiccionales de las juntas de gobierno de San Ernesto y Colonia Baylina. Dentro de esas jurisdicciones se hallan otros poblados no organizados, como las colonias Puntas del Gualeguaychú y Arroyo Palmar. 
Fue formado con los sectores de los distritos Tercero y Cuarto separados del departamento Colón al momento de ser creado el departamento San Salvador. Tiene una extensión de 245 km² y se ubica al sur del departamento.